# Scybalista amazonica
Scybalista amazonica là một loài bướm đêm trong họ Crambidae.